# 一掌参
一掌参（学名：Peristylus forceps）为兰科阔蕊兰属的植物，是中国的特有植物。分布在中国大陆的甘肃、云南、西藏、四川、湖北、贵州等地，生长于海拔1,200米至3,400米的地区，多生长于山脚沟边、山坡草地及山坡栎树林下。

## 种下等级
- Herminium forceps (Finel) Schlecht.